# Долгополов, Иван Герасимович
Иван Герасимович Долгополов (14 декабря 1922 — 15 марта 2019) — советский военный, государственный и политический деятель, генерал-лейтенант.

## Биография
Родился в 1922 году на Украине, в селе Макеевка. С августа 1940 года — на военной службе. Призван Лосиновским райвоенкоматом Черниговской области Украинской ССР. Поступил в Киевское пехотное училище.

### Великая Отечественная война
В августе 1941 года окончил Киевское пехотное училище в звании лейтенант. Участник Великой Отечественной войны с августа-сентября 1941 года. Участник Битвы за Москву. Воевал в составе 1178-го стрелкового полка 350-й стрелковой дивизии 61-й армии Западного фронта. В январе 1942 года был тяжело ранен.
С января 1943 года — заместитель командира взвода, а с 17 января 1943 года — старший лейтенант, командир 2-го взвода 3-й роты накопительного 11-го отдельного штрафного батальона Западного фронта. С 1 августа 1943 года по 8 апреля 1944 года капитан Долгополов воевал в должности командира роты ПТР в боевом 11-м отдельном штрафном батальоне 10-й армии на Западном и затем на 1-м Белорусском фронтах. С 1 сентября 1943 года капитан Долгополов был переведён на должность командира 1-й стрелковой роты боевого 11-го отдельного штрафного батальона 10-й армии. 24 сентября 1943 года, в ходе Смоленско-Рославльской операции, при освобождении Рославля был второй раз ранен, 4 октября 1943 года приказом командования 139-й стрелковой дивизии 10-й армии, которой в это время был придан боевой штрафной батальон на Западном фронте, награждён орденом Красной Звезды. 8 апреля 1944 года на основании приказа войскам 1-го Белорусского фронта убыл из расформированного боевого 11-го отдельного штрафного батальона 10-й армии. Затем Долгополова направили снова в накопительный батальон, который в тому времени был переименован в 16-й отдельный штрафной батальон, на должность командира роты.
8 ноября 1944 года награждён орденом Отечественной войны II степени. В наградном листе упоминается как о его заслугах на службе в 16-м (ранее — 11-м) накопительном штрафном батальоне фронта, так и о боевом опыте, полученном им непосредственно в боях против немецких захватчиков в боевом 11-м отдельном штрафном батальоне 10 армии.

### Послевоенная карьера
Член КПСС. После окончания Великой Отечественной войны — командир батальона, командир полка, командир дивизии, командир армейского корпуса.
С июня 1972 года по май 1976 года — командир 32-й общевойсковой армии.
На общественной и политической работе до 1982 года.
Умер в Елабуге после 1985 года.

## Награды
- Орден Красной Звезды (04.10.1943)[2]
- Орден Отечественной войны II степени (08.11.1944)[2]
- Медаль «За взятие Кенигсберга» ()[3]
- Медаль «За победу над Германией в Великой Отечественной войне 1941—1945 гг.» (?)[8]